# Type 343 (РЛС)
Type 343  (обозначение НАТО — Sun Visor) — китайская РЛС управления огнем, установленная на эсминцах типа 051 и фрегатах типа 053. В настоящее время снята с вооружения.
Type 343 — РЛС первого поколения для крупнокалиберных орудий. Проектирование началась в 1968 году, разработчиком был 720-й Научно-исследовательский институт. Ходовые испытания начались в июле 1970 года, разработка завершена в 1976 году, государственная аттестация получена в 1979 году. В общей сложности произведено 12 комплектов, первые пять построены 720-м институтом, затем в 1982 году производство перенесено на завод 410 в Гуйчжоу. Радар работает в двух диапазонах, обычно используется X-диапазон, Ku-диапазон используется в качестве резерва. Радар может обнаруживать и отслеживать цели среднего размера на расстоянии 30 и 20 км соответственно.
Type 343 — двухкоординатный радар поиска воздушных целей, средняя наработка на отказ составляет 40 часов, может использоваться для управления артиллерией и противокорабельными ракетами. Радар обеспечивает определение дальности и азимута, для определения угла места используется оптический визир, который требует человека-оператора. Помещение оператора представляет собой сферическую кабину, которая служит несущей конструкцией радара и к которой спереди крепится параболическая антенна. В улучшенной версии Type 343-Gai (改), оператора нет, а оптический визир заменён на компактные электронно-оптические датчики гораздо меньшего размера. С появлением более совершенных радаров, РЛС Type 343 снята с вооружения в ВМС Китая.
Радар определяет координаты цели и водяных столбов в месте падения снаряда, учитывает скорость и направление ветра.

## Фото

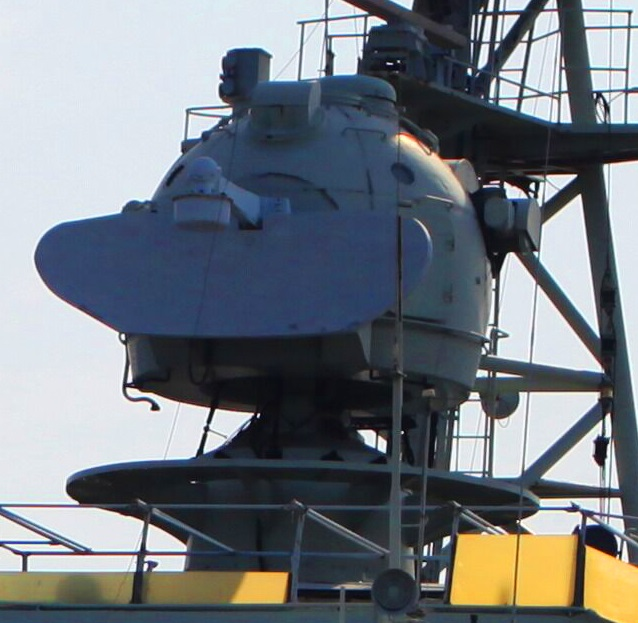
РЛС Type 343 на эсминце DDG-162 «Наннин», 2015
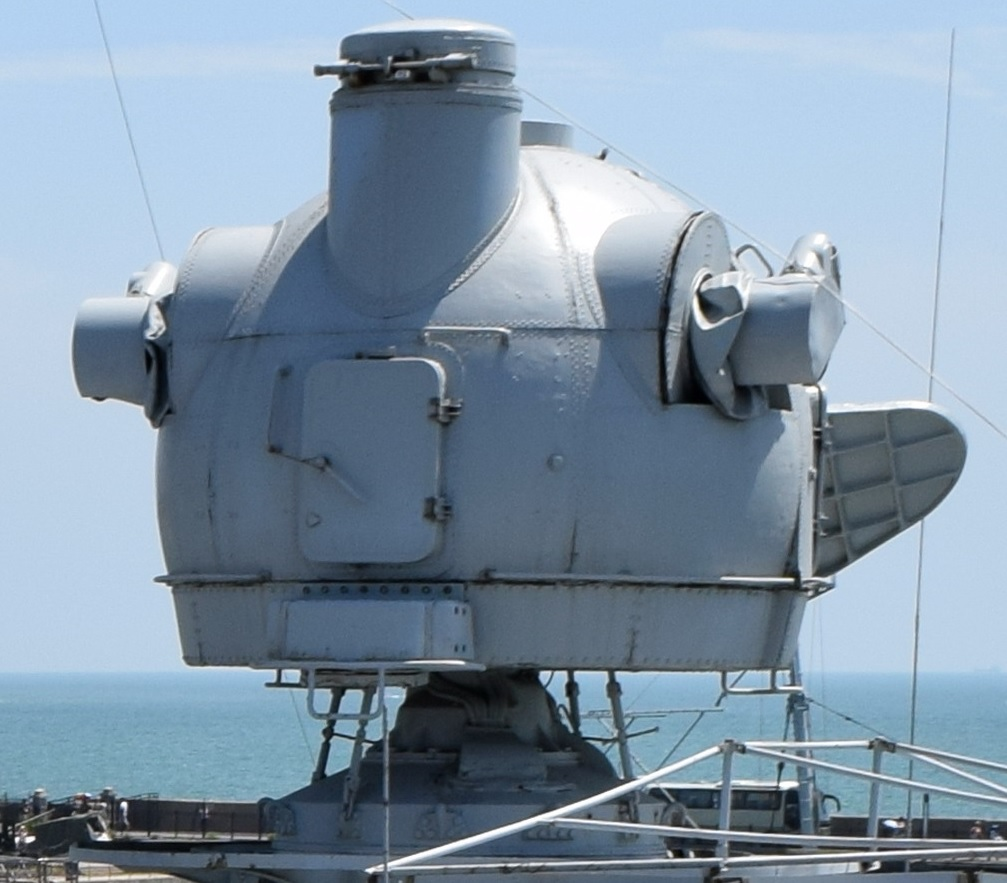
Вид со стороны кабины оператора оптического визира